# Erik och Alrik

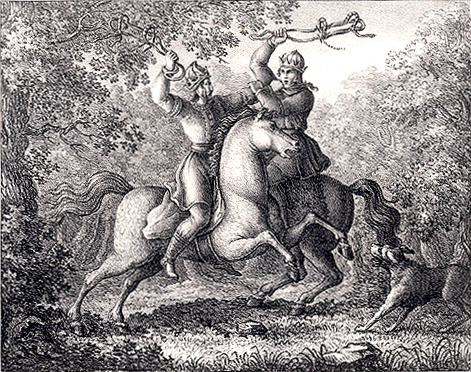
Erik och Alrik då de slår ihjäl varandra, såsom Hugo Hamilton år 1830 föreställde sig brodermordet.

Alrik - eller Alrek - och Erik var två bröder och samregerande svenska sagokungar enligt Snorre Sturlassons Ynglingasaga. De var söner till Agne Skjalfarbonde. De skall ha varit mäktiga krigare och idrottsmän, skickliga på att rida in hästar, men ofta tävlande med varandra. En dag skall de ha ridit ut ensamma, och senare båda funnits döda: de hade slagit ihjäl varandra med sina hästbetsel.
De efterträddes av Alreks söner Yngve och Alf. Alf skall han ha fått med Dageid, dotter till Dag den mäktige .